# Atuaben (Ort)
Atuaben (Atu-Aben) ist ein osttimoresischer Ort im Suco Atu-Aben (Verwaltungsamt Bobonaro, Gemeinde Bobonaro). Das Dorf erstreckt sich vom Zentrum bis in den Süden der Aldeia Atuaben auf einem Bergrücken, auf einer Meereshöhe von 826 m. Die Häuser verteilen sich entlang der Straße, die dem Höhenkamm folgt. Im Norden geht der Ort über in den Ort Belual. Nach Süden gelangt man in die Siedlung Harare.
Nahe beieinander liegen die Grundschulen Escola Basica Central 30 de Agosto Atuaben und Escola Basica Aibou.